# Valar Morghulis
«Valar Morghulis» es el vigésimo episodio de la serie de televisión de fantasía medieval Game of Thrones, de la cadena HBO y último de la segunda temporada. Fue escrito por David Benioff y D. B. Weiss y dirigido por Alan Taylor. Se transmitió por primera vez el 3 de junio de 2012. El nombre hace referencia a una oración en valyrio, ideolengua usada en la serie, cuyo significado es 'Todos los hombres deben morir'. Es un dicho tradicional en Essos y es respondido generalmente con Valar Dohaeris. 
La trama muestra las consecuencias de la Batalla de Aguasnegras en Desembarco del Rey, así como las importantes decisiones que toman varios personajes diseminados a lo largo de Poniente. En Qarth, Daenerys visita la Casa de los Eternos para encontrar a sus dragones.

## Argumento

### En Desembarco del Rey
Tras la victoria sobre Lord Stannis Baratheon en la Batalla del Aguasnegras, el Rey Joffrey (Jack Gleeson) otorga a su abuelo Lord Tywin Lannister (Charles Dance) el título de Salvador de la Ciudad por su decisiva ayuda en la batalla y lo nombra formalmente Mano del Rey. Por la unión de las casas Tyrell y Lannister, que sirvió para conseguir la victoria, a Lord Petyr Baelish (Aidan Gillen) se le otorga el Castillo de Harrenhal. Lady Margaery Tyrell (Natalie Dormer) pide la mano del rey en matrimonio, quién accede tras disolver su previa promesa con Sansa Stark (Sophie Turner). Sansa se muestra feliz de librarse de su futura unión con Joffrey pero Baelish le advierte que seguirá en peligro mientras permanezca en la capital y le ofrece una vía de escape. Lord Varys (Conleth Hill) trabaja para minar el poder e influencia adquirido por Baelish, poniendo a su asociada Ros (Esme Bianco) contra él.
Mientras tanto, un malogrado Tyrion Lannister (Peter Dinklage), que ha sido liberado de su cargo de Mano del Rey, permanece convaleciente de las heridas sufridas tras el intento de asesinato que sufrió en la batalla. Sin aliados en la corte, Tyrion es consolado por su concubina Shae (Sibel Kekilli), que le anima a viajar con ella a Pentos. Lord Varys informa a Tyrion que la reina Cersei (Lena Headey) está detrás del intento de asesinato. Pese a su pérdida de poder, Tyrion decide permanecer en Desembarco del Rey.

### En Rocadragón
Furioso tras la inesperada derrota en la batalla, Lord Stannis Baratheon (Stephen Dillane) culpa a su sacerdotisa roja Melisandre (Carice van Houten) de conducirle a una guerra con promesas de victoria y trata de estrangularla. Solo se detiene después de que Melisandre le hace comprender su implicación en la muerte de su hermano Lord Renly Baratheon (Gethin Anthony). Posteriormente, Melisandre enseña a su rey una visión en las llamas.

### En las Tierras de los Ríos
El Rey Robb Stark (Richard Madden) confiesa a su madre, Catelyn (Michelle Fairley), que está enamorado de Talisa (Oona Chaplin) y que no cumplirá la promesa que hizo a Lord Walder Frey de casarse con una de sus hijas. Aun tras las advertencias de Catelyn de que no era buena idea contrariar a Lord Frey, Robb se casa con Talisa en privado. Mientras tanto, Brienne (Gwendoline Christie) continua su misión de escoltar a un prisionero Jaime Lannister (Nikolaj Coster-Waldau) hasta Desembarco del Rey, para intercambiarlo por Sansa y Arya Stark. Por el camino, mata a tres soldados del ejército Stark que habían asesinado a tres mujeres y les amenazaban.

### En Invernalia
Con Invernalia sitiada y próxima su derrota, Theon Greyjoy (Alfie Allen) rechaza el consejo del Maestre Luwin (Donald Sumpter) de rendir el castillo y unirse a la Guardia de la Noche, y decide luchar hasta la muerte con sus hombres. Mientras tanto, durante un acalorado discurso, Theon es dejado inconsciente por Dagmer (Ralph Ineson) y traicionado por sus propios hombres, que lo entregan a sus enemigos. El maestre Luwin, en un intento por salvar a Theon, es apuñalado por Dagmer. Bran Stark (Isaac Hempstead-Wright) emerge de las catacumbas junto a su hermano Rickon (Art Parkinson), Osha (Natalia Tena) y Hodor para descubrir que la ciudad ha sido arrasada y que Luwin esta moribundo en el Bosque de Dioses. Tras la muerte del Maestre, escapan de la ciudad camino del Muro.

### En las afueras de Harrenhal
Arya (Maisie Williams), junto con Gendry (Joe Dempsie) y Pastel Caliente (Ben Hawkley), se alejan de Harrenhal tras su huida. Son interceptados por el misterioso Jaqen H'ghar (Tom Wlaschiha), quien los ayudó a escapar. Jaqen ofrece a Arya que lo acompañe hasta Braavos pero Arya lo rechaza, pues desea reunirse con su familia. Antes de marcharse, Jaqen entrega a Arya una moneda especial y la frase "valar morghulis", que la niña ha de usar algún día en Braavos si está en apuros. En el momento de su despedida, Jaqen revela su habilidad de "hombre sin rostro" y cambia por completo su cara.

### Al otro lado del Mar Angosto
Ser Jorah Mormont (Iain Glen) y Kovarro acompañan a Daenerys Targaryen (Emilia Clarke) a la Casa de los Eternos, una torre dónde el hechicero Pyat Pree (Ian Hanmore) ha encerrado a sus dragones. La magia del hechicero deja a Jorah fuera, mientras Daenerys se adentra en la construcción, a merced de la magia de Pree. Daenerys tiene diferentes visiones: el destruido salón del trono de Desembarco del Rey, el Muro y a su difunto marido Khal Drogo (Jason Momoa) junto a su hijo Rhaego. Daenerys pronto descubre la trampa y encuentra sus dragones encadenados. Pyat Pree aparece y encadena también a Daenerys, revelándole que los dragones proporcionan fuerza a su magia y que estos son más poderosos con ella al lado. Daenerys ordena a sus dragones que escupan fuego, matando a Pyat Pree y liberándoles de sus cadenas.
Tras escapar de la Casa de los Eternos, Daenerys, descubre a Xaro (Nonso Anozie) encamado junto a Doreah (Roxanne McKee), que la ha traicionado. Encierra a ambos en la bóveda fortificada de Xaro, que esta completamente vacía, revelando el engaño del príncipe mercader. Daenerys y su compañía saquean la casa de Xaro y ordena conseguir un barco.

### Más allá del Muro
Qhorin Mediamano (Simon Armstrong), aún prisionero por los salvajes, provoca una pelea con Jon Nieve (Kit Harington), también prisionero, con la idea de hacer creer a los salvajes que Jon se ha convertido en uno de ellos y así poder infiltrarse en sus filas. Jon, que acaba matando a Mediamano, es liberado y conducido al campamento del Rey más allá del muro, Mance Rayder.
Mientras tanto, los hermanos de la Guardia de la Noche Sam (John Bradley), Grenn (Mark Stanley) y Edd (Ben Crompton) escuchan el sonido de tres toques de cuerno, que significa que los Caminantes Blancos han sido vistos. Grenn y Edd huyen, dejando a Sam atrás, que es rápidamente rodeado por un ejército de no-muertos, liderados por un temible Caminante Blanco montando un caballo muerto que se dirigen al Puño de los Primeros Hombres.